# Museo de la Fuerza Aérea de Nueva Zelanda
El Museo de la Fuerza Aérea de Nueva Zelanda (anteriormente conocido como Museo de la Real Fuerza Aérea de Nueva Zelanda) es un museo localizado en Wigram, la primera base operacional de las Real Fuerza Aérea de Nueva Zelanda (RNZAF), en Christchurch, en la Isla Sur de Nueva Zelanda. Se inauguró el 1 de abril de 1987 como parte de las celebraciones por el 50.º aniversario de las RNZAF. El museo está dedicado a la RNZAF y a su predecesor, la Fuerza Aérea Permanente, además de los escuadrones de la Real Fuerza Aérea de Nueva Zelanda.

## Colección
El museo conserva la colección nacional de la Real Fuerza Aérea de Nueva Zelanda, la cual incluye objetos de la historia de la aviación militar en Nueva Zelanda, desde sus inicios, la Primera Guerra Mundial, los años de entreguerras, durante la cual se formó la RNZAF en 1937 a partir de los neozelandeses que lucharon en la RAF y en otras fuerzas aéreas aliadas durante la Segunda Guerra Mundial, la campaña de la RNZAF en el pacífico, y los años de posguerra hasta la actualidad. La colección también incluye objetos de las antiguas fuerzas enemigas, como aeronaves, componentes de aeronaves, motores, objetos grandes, textiles, arte y acontecimientos relevantes, así como un extenso archivo documentado y fotográfico.
Los visitantes pueden solicitar visitas guiadas por las zonas del museo habitualmente cerradas al público, entre las que se incluye el hangar de la Colección de la Reserva. El proyecto de restauración más reciente del museo, un Airspeed Oxford, forma parte de la exhibición desde febrero de 2016. El Museo también tiene un simulador de vuelo del Mosquito, que presenta una misión basada en el bombardeo aliado de los acorazados alemanes en los fiordos noruegos.
A consecuencia al terremoto de 2011, el museo abrió su almacén de colecciones a otras instituciones culturales que habían sufrido daños.

## Aeronaves del museo

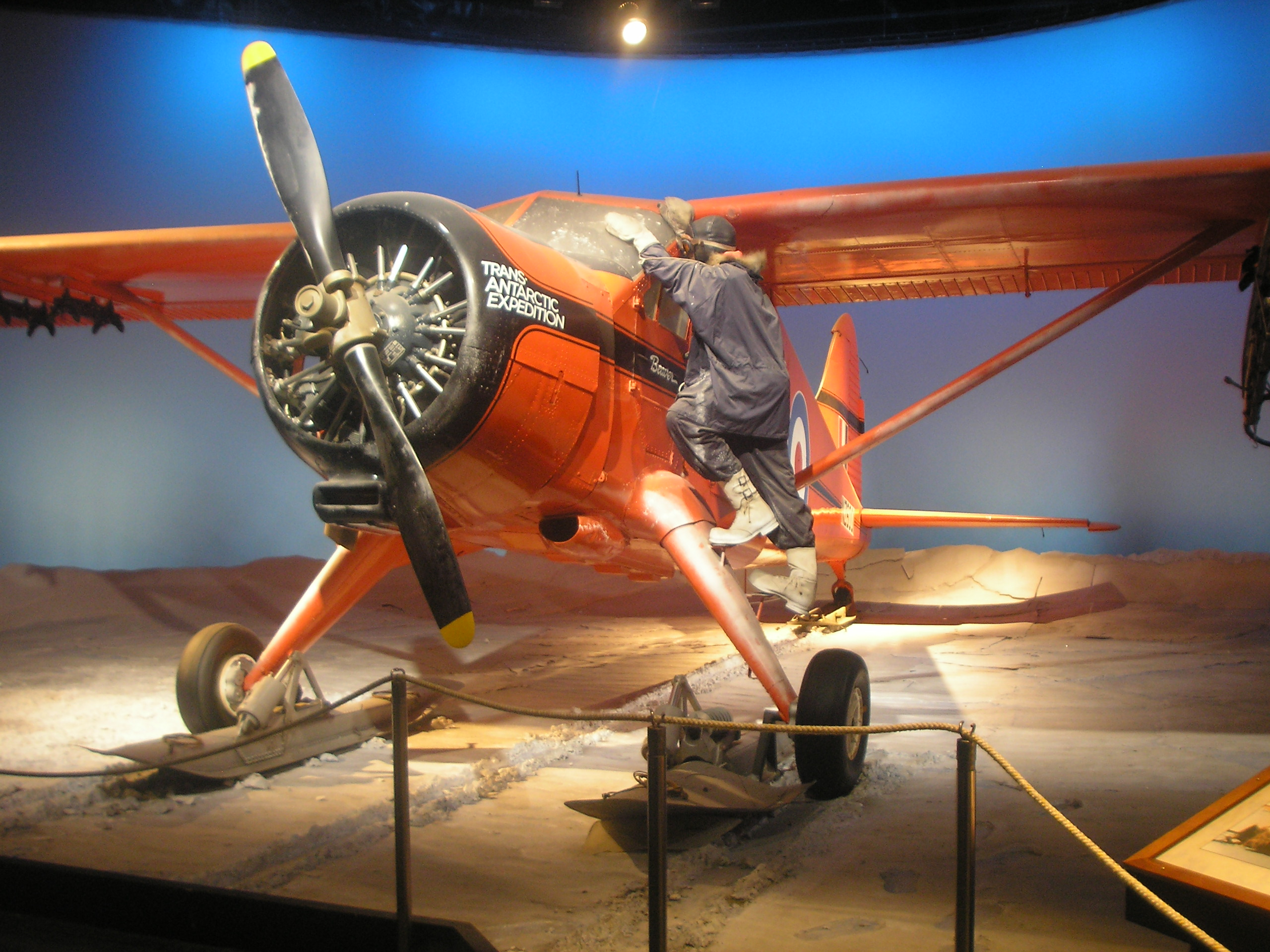
DHC-2 Beaver

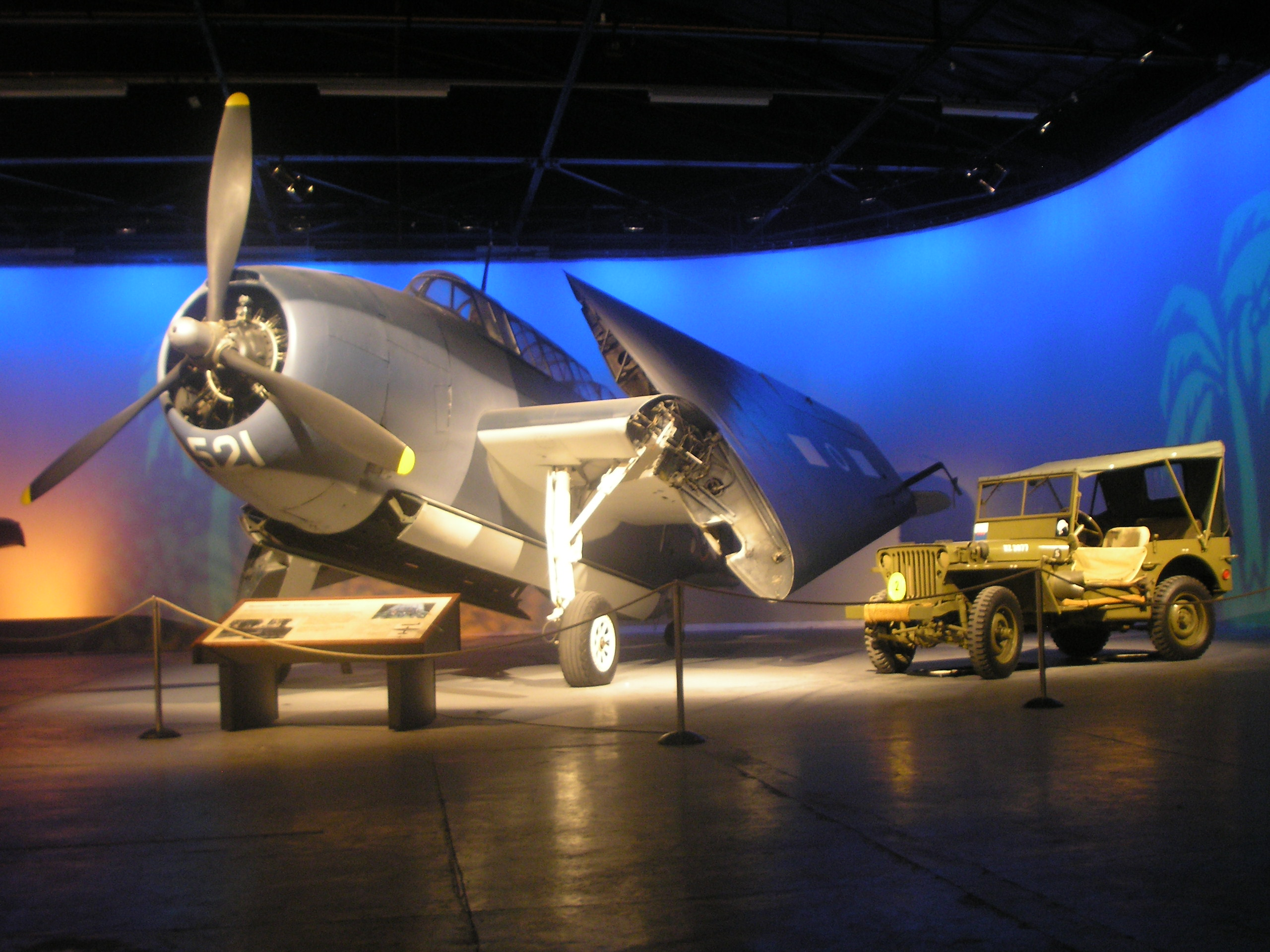
Grumman Avenger

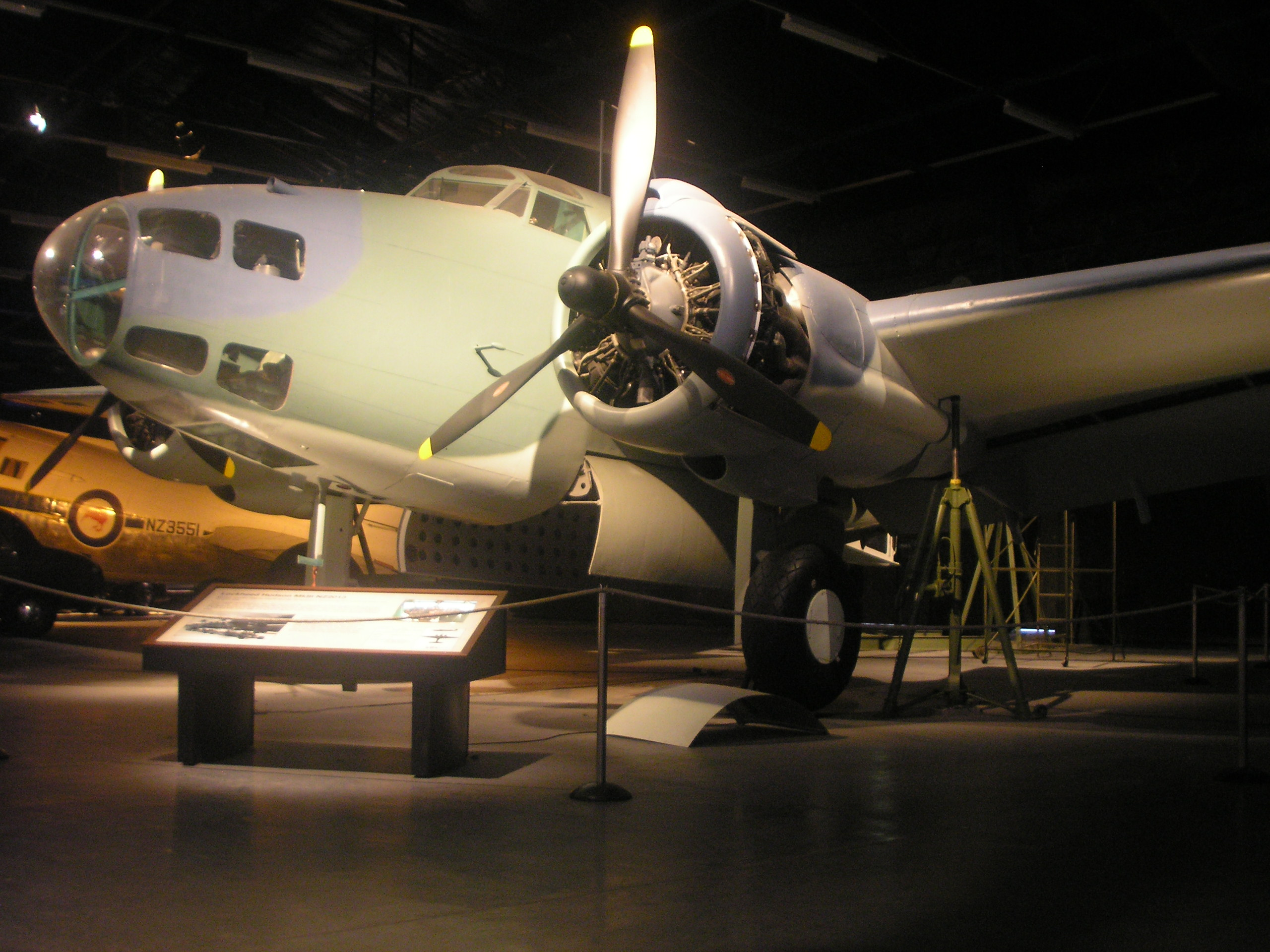
The Hudson

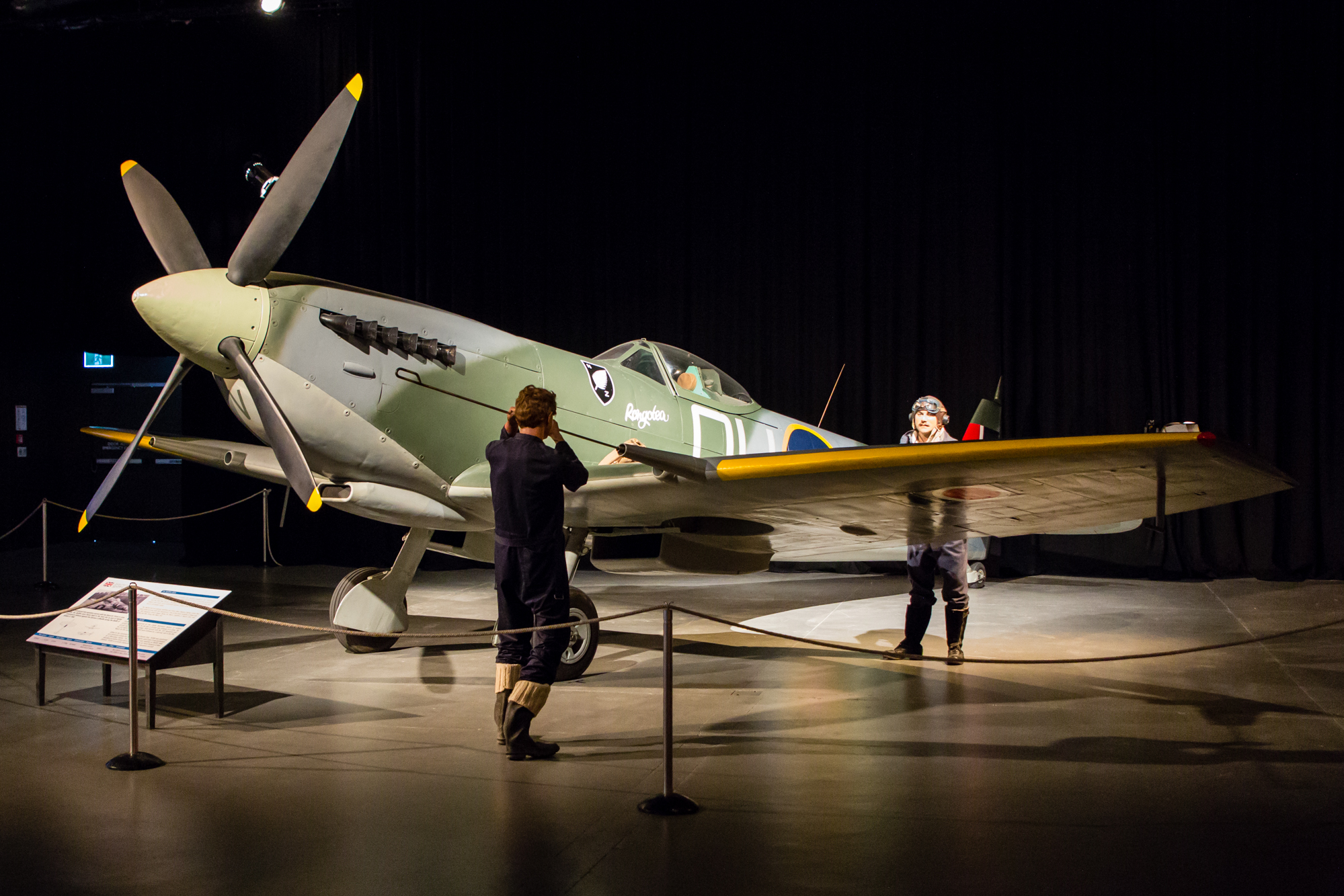
Spitfire TE288

| - Aermacchi MB-339CB NZ6460 - Airspeed Oxford PK286 - Auster T.7 NZ1707 - Avro 626 NZ203 - Avro Anson Composite - BAC Strikemaster NZ6373 - Bell 47G-3 Sioux NZ3705 - Bell UH-1H Iroquois 69-15923 - Bell UH-1H Iroquois NZ3801 - Bleriot XI "Britannia" – Réplica - Boeing 727 NZ7272 – Fuselaje delantero, motor, tren de rodaje principal - Bristol Freighter Mk 31M NZ5903 - Cessna O-2A Skymaster 69-7639 - Curtiss P-40F Kittyhawk 41-14205 - de Havilland DH.82A Tiger Moth NZ1481 - de Havilland Vampire FB.5 NZ5757 - de Havilland Vampire T.11 NZ5710 | - de Havilland Devon NZ1803 - de Havilland Canada DHC-2 Beaver 1084 - Douglas C-47B Dakota NZ3551 - GAF Canberra B.20 A84-240 - Grumman TBF-1C Avenger NZ2504 - Hawker Siddeley Andover C.1 NZ7621 - Kaman SH-2F Seasprite NZ3442 - Lockheed Hudson III NZ2013 - McDonnell Douglas A-4C Skyhawk NZ6205 - McDonnell Douglas A-4K Skyhawk NZ6207 - McDonnell Douglas TA-4K Skyhawk NZ6254 - North American Harvard III NZ1087 - North American P-51 Mustang F-367 - Pacific Aerospace CT-4B Airtrainer NZ1948 - Sopwith Pup – Réplica - Supermarine Spitfire XVI TE288 - Westland Wasp HAS.1 NZ3906 |

### En restauración
- Canadian Vickers PBV-1A Catalina 44-34081[36]
- Vickers Vildebeest/Vincent Composite[37]